# 关口玄武古庙
玄武古庙，位于深圳南山区汪刘二公祠之北，是一座古建筑。宋代建造，清乾隆、嘉庆年间重修。原祭祀玄帝，后增加了文帝和圣母。庙内有《重修玄武古庙碑》和《玄武坊重修三圣宫古庙碑》。现存三进、单开间。